# Hochfelden (Zurich)
Pour les articles homonymes, voir Hochfelden.
Hochfelden est une commune suisse du canton de Zurich, située dans le district de Bülach.

Vue aérienne (1948).

## Jumelages
- Hochfelden (Bas-Rhin) (France).